# The Pleasure of Penetration
Albums de Leæther Strip
Science for the Satanic Citizen
(1990)
The Pleasure of Penetration est le nom du premier album du projet de musique industrielle danois Leæther Strip. Comptant dix titres (dont deux bonus), il est produit par le label allemand Zoth Ommog en 1990. Une réédition (cinq morceaux venant s'ajouter à ceux d'origine) sort en 2007.

## Liste des titres
1. Die - Die - Die
2. Touchdown Breakdown
3. Razor Blades (Go Berserk)
4. Leather Strip - Part I
5. Leather Strip - Part II
6. Khomeini
7. Body - Machine - Body
8. Go Fuck Your Ass Off!

Bonus
1. Break My Back
2. Change!

Titres présents dans la version de 2007
1. Japanese Bodies
2. Battleground
3. Leæther Strip Part II Re-animated
4. Fit for Flogging
5. Murder